# 尺貫法
尺貫法（しゃっかんほう）は、長さ・面積などの単位系の一つで、東アジアで広く使用されている。尺貫法という名称は、長さの単位に「尺」、質量の単位に「貫」を基本の計量単位とすることによる。ただし、「貫」は日本独自の単位であり、したがって尺貫法という名称は日本独自のものである。尺貫法と言った場合、狭義には日本固有の単位系のみを指す。尺貫法に対し、中国固有の単位系は貫ではなく斤であるので尺斤法という。本項では、広義の尺貫法として、中国を発祥として東アジア一円で使われている、あるいは使われていた単位系について説明する。
日本では、計量法により、1958年12月31日限り（土地と建物の計量については1966年3月31日限り）で取引や証明に尺貫法を用いることは禁止された。違反者は50万円以下の罰金に処せられる（計量法第8条、第173条第1号）。なお、尺や寸に相当する目盛りが付されている物差し（「尺相当目盛り付き長さ計」）は、正式に認められているものであり、「黙認」されているということではない（後述）。

## 概要
尺貫法は中国が起源であるが、政情によりしばしば改定があった。
当初は西洋のヤード・ポンド法などと同様、身体の一部の長さや、穀物の質量などが単位として使われていたが、次第に明確な定義が定められるようになった。その最たるものが前漢末、劉歆の三統暦にある黄鍾秬黍説であり、長さは秬黍（きょしょ。クロキビ）の1粒の幅を1分（0.1寸）、黄鍾と呼ばれる音律を出す笛の管の長さを90分（9寸）とし、さらに黄鍾の管の容積（810立方分）を1龠（0.5合）、黄鍾の管に入る秬黍1200粒の質量を12銖（0.5両）とした。この黄鍾秬黍説が後の度量衡制の基準となった。
歴代の王朝が法令によって度量衡を定めたが、特に長さや容積の単位は時代とともに長くなった。
日本では唐尺よりも前には高麗尺が使用されており、例えば法隆寺は高麗尺による建造物と唐尺による建造物が混在している。唐尺は中国のほか、中国の影響を受けた東アジア一円（朝鮮など）で、その文化とともに取り入れられた。その後各地で独自の進化を遂げているが、値は中国の唐に、1寸が3 cm程度でほぼ一定し、それからそれほど変化しておらず、元の値をほぼ保存している。
現在は、尺貫法を使用していた国はすべて国際単位系に移行しており、尺貫法を公式の単位としている国は存在しない。例外的に、真珠の取引単位は直径はセンチメートル、ネックレス等の長さはインチとされ、質量はグラム表記したことで混乱を招いた歴史があることから、世界的に「もんめ（momme）」（単位記号は mom ）が国際的に使われている。

## 単位
尺貫法がメートル法と全く異なる要素は、全てが一律の十進法ではないという点である。十倍を繰り返さない十の単位が用いられたり、六十進法の単位が用いられたり、六で割り切れて十で割り切れない単位が用いられたりするのが特徴である。
以下の換算数値は、旧計量法施行法（昭和26年法律第208号）第4条、第5条に基づいている。

### 長さ（度）
長さの単位（度量衡の「度」）は、尺を基本の単位とする。他の単位は尺と独立に発生したと考えられるが、後に尺と関連づけられ、その整数倍または整数分の一となった。
| 1里 | = 36町 |            |         |        |           | ≒ 3927.2723927 m |
|     | 1町    | = 60間     | = 360尺 |        |           | ≒ 109.090109 m   |
|     |        | 1間 （歩） | = 6尺   |        |           | ≒ 1.818182 m     |
|     |        | 1丈        | = 10尺  |        |           | ≒ 3.030303 m     |
|     |        |            | 1尺     | = 10寸 | = 10/33 m | ≒ 0.3030303 m    |

尺は時代や地域によってその長さが異なる。また、同じ時代でも目的などによって複数の尺が使い分けられてきた。今日の日本では曲尺（かねじゃく。単に「尺」と言えばこちらを指す）とその1.25倍の長さの鯨尺（くじらしゃく）（法令上は、「鯨尺尺」）が残っている。詳細は尺を参照のこと。
高さについては尺のみを用いる。例えば「日本アルプスは約一万尺」のようにいう。深さについては尋（= 6尺）が用いられる。
間については、1間が6尺と明確に定められたのは明治の度量衡法においてである。それまでは、間は建築の際のモジュールを規定するだけで、「およそ6尺」という以外は特に定めはなく、「間」を用いる際はそれが何尺何寸であるかを示す必要があった。
尺の系統とは別に、通貨（一文銭）の直径を基準とする「文」（もん）という単位があった。一文銭の直径は時代により若干の誤差があるが、おおよそ24 mm（8分）であった。文は足や靴の単位として用いられた。十文（ともん）は約24 cmである。

### 面積・地積
面積の単位には、メートル法と同じく長さの単位を組み立てて「方寸（平方寸）」「方尺（平方尺）」「方丈（平方丈）」のように言う。
ただし、土地の面積（地積）については特別の単位が用いられる（古くは町段畝歩）。地積の基本の単位は坪または歩である。坪または歩は一辺が6尺の正方形の面積で、すなわち36平方尺となる。
| 1町 | = 10反（段） |        |              |        |        |               | ≒ 9917.355372 m2 |
|     | 1反（段）    | = 10畝 |              |        |        |               | ≒ 991.735537 m2  |
|     |              | 1畝    | = 30坪（歩） |        |        |               | ≒ 99.173553 m2   |
|     |              |        | 1坪（歩）    | = 10合 |        | = 400/121平米 | ≒ 3.305785 m2    |
|     |              |        |              | 1合    | = 10勺 |               | ≒ 0.330578512 m2 |

田畑や山林の地積には町・反・畝・歩を用い、宅地や家屋の地積には坪・合・勺を用いる。なお、合・勺は、体積の単位を流用したものである。
町・反・畝については、その値が1ヘクタール(ha)、10アール(a)、1アールに非常に近い（実用上は等しいと言っても良い）ため、西洋の諸国では困難を極めた地積単位のメートル法への移行は、日本ではスムーズに行われた。ただし、町反、坪などはメートル法の単位できりの良い値にならないため、現在でも口頭では用いられることがある。合・勺は用いられず、坪に小数の値をつけて表される。歩も用いられることはない。農地・山林の地積やその周辺の地域については、公式にはアールや平方メートルであるが、現業では町、反、坪が多く用いられている。
田畑や山林について、面積の値が町・反で終わるときに、その後に「歩」をつけてちょうどの値であることを明示する場合がある。耕地整理の進んだ現在の農林業では「2町」の面積を「2町歩」とも言う。また水田の場合は「2町田、3反田」(2町だ、3反だ、1枚が6000坪、900坪の田んぼ) のように「田」 (読み方はダまたはデン) を付ける。また通常1町5反歩などとは言うが、反未満については「歩」を付けず普通に3反5畝のように言う。町よりも大きな面積については、一辺1里の正方形の面積を示す「方里」（ = 1555.2町≒15.423 km2）を用いる。

### 体積（量）
体積・容積の単位（度量衡の「量」）は、升を基本の単位とする。升の大きさは時代や地域によって大きく異なる（詳細は升を参照のこと）が、升と他の単位との関係はほとんど古代から変わっていない。日本で升が現在の大きさになったのは江戸時代のことである。
| 1石 | = 10斗 |        |        |        |               | ≒ 180.390684 L  |
|     | 1斗    | = 10升 |        |        |               | ≒ 18.039068 L   |
|     |        | 1升    | = 10合 |        | = 2401/1331 L | ≒ 1.803906837 L |
|     |        |        | 1合    | = 10勺 |               | ≒ 0.180390684 L |

勺未満の単位に関しては、抄（才）・撮・圭・粟（いずれも単位ごとに10分の1となる）という単位が『塵劫記』などの書物に載っており、さらにその下には黍・秕といった単位が存在するが、これらは日本の旧計量法施行法では定義されていない。
土砂などについては、6尺立方に相当する立坪（単に坪とも）が用いられる。また、1立方尺を才とも言う。
才は、運送業において「才建て運賃」（体積を単位とする料金体系）という用語が残っている。ヤード・ポンド法の立方フィートが才に近いことから、国際航空貨物の体積建て運賃との整合の便宜のため慣習的に利用されている。

### 質量（衡）
質量（度量衡の「衡」）は、現代では貫を基本の単位とする。これは明治24年（1891年）公布の度量衡法において、貫は国際キログラム原器の4分の15の質量（すなわち15/4 kg = 3.75 kg）と定められ、旧計量法施行法（昭和26年法律第208号）においても踏襲された。

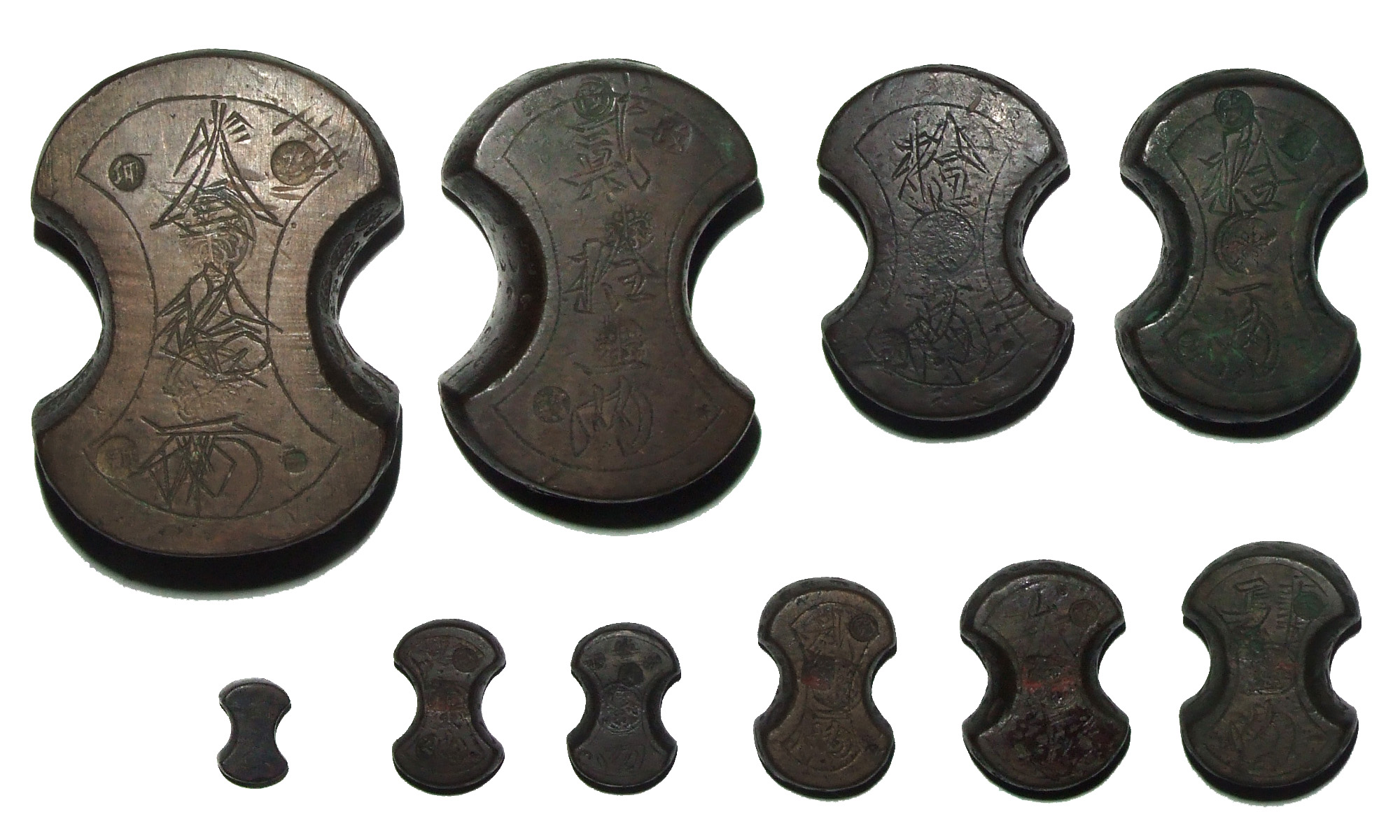
江戸時代に両替商が用いた後藤分銅
參拾両(1124.66 g)、貳拾両(749.07 g)、拾両(374.02 g)、拾両(374.62 g)
三匁(11.19 g)、壹両(37.47 g)、壹両(37.45 g)、貳両(74.89 g)、參両(112.42 g)、肆両(149.77 g)

江戸時代以前は「両」を基本の単位としていた。両替商で用いられた分銅は両が基本単位であり、匁は補助的な単位となっている。この分銅は江戸時代を通じて後藤四郎兵衛家のみ製作が許され、それ以外のものの製作および使用は禁止された。しかしながら、丁銀および豆板銀の通貨単位は量目（質量）の実測値であり、小判の通貨としての単位である「両」と区別する意味で「匁」が用いられることになり、一般的に質量の単位としては匁が広く普及した。
匁は、元々中国で用いられた名称は「銭」であり、銭貨（日本では一文銭）一枚の質量を単位としたものであった。一文銭1000枚分の質量として定められたのが貫である。貫は通貨の単位（1000文。江戸時代には一般的に省陌法と称して960文。明治時代には10銭）としても用いられたので、区別のために質量の方は貫目、通貨の方は貫文と呼んだ。
| 1貫 | = 6.25斤 | = 100両 | = 1000匁 | = 3.75 kg |
|     | 1斤      | = 16両  | = 160匁  | = 600 g   |
|     |          | 1両     | = 10匁   | = 37.5 g  |
|     |          |         | 1匁      | = 3.75 g  |

キログラムへの換算は計量法施行法（昭和26年法律第208号）に基づく貫の換算係数に基づくもので、江戸時代の貫はこれよりやや小さい。
なお、「両」は、計量法施行法（昭和26年法律第208号）においては定義されていない
斤基準の質量の分量単位として、体積の単位を流用した合（斤の1⁄10、60 g）、勺（合の1⁄10、6 g）が用いられることもあった。
度量衡法における元々の質量の単位の基準は、黍の質量であった。
『漢書律暦志』に「権者銖・両・斤・鈞・石也。所以称物平施知軽重也。本起於黄鍾之重。一龠容千二百黍重十二銖。両之為両。二十四銖為両。十六両為斤。三十金為鈞。四鈞為石」との記述があり、これは黍1200粒を12銖（後に「朱」と略記された）とし、これが2つで1両とするものである。「両」には「二つ」という意味がある。これから24銖が1両、16両が1斤、30斤が1鈞、4鈞が1石となる。
漢の度量衡では嘉量の質量が『漢書律暦志』に「重二鈞」と記載されており、これに基づくと1両は3.8銭（匁）程度であったが、隋代にこれの約3倍の大両と呼ばれる制度ができ、唐代になるとその質量が11 %ほど縮小している。中国の学者が算出した嘉量による単位と、呉承洛の『中国度量衡史』による隋代および唐代の単位をグラムに換算したものを以下に示す。
| 単位（g） | 一石  | 一鈞   | 一斤   | 一両   | 一銖    |
| --------- | ----- | ------ | ------ | ------ | ------- |
| 嘉量      | 27200 | 6800.1 | 226.67 | 14.167 | 0.59029 |
| 隋代      | 80183 | 20046  | 668.19 | 41.762 | 1.7401  |
| 唐代      | 71618 | 17905  | 596.82 | 37.301 | 1.5542  |

質量の単位の銭（匁）は、この系統とは独立して発生したものである。すなわち開元通寳は10枚で24銖すなわち1両をいう基準でつくられた。この一枚の質量は1/10両で、これを1銭（匁）とした。ただし鋳造貨幣というものは質量を均一に作成することは困難で、質量の1銭（匁）の基準が開元通寳というわけではない。
金貨・銀貨は鎌倉時代以前の発足時はその質量によって価値が定められ、当初は一両の質量の砂金が金一両であったが、次第に質量と額面が乖離するようになり、室町時代には既に京目金一両は4.5匁となり、安土桃山時代は京目金一両は4.4匁、田舎目金一両は4匁前後へと変化した。江戸時代初期の慶長小判は京目一両を基準として量目が定められたが、後の貨幣改鋳により含有率や質量の劣る小判が発行されるようになり、質量単位と通貨単位との乖離はさらに拡大した。
ちなみに、一番新しい五円硬貨の質量は3.75ｇ(一匁)である。

### 分量単位
漢数字としての小数を表す文字である「分」（ぶ）は、数値としては1⁄10を表し、厘は1⁄100を表し、毛は1⁄1000を表す。例えば、長さの単位としては寸の1⁄10が1分（ぶ）、質量の単位としては匁の1⁄10が1分（ふん）となる。これらの分・厘・毛は、計量法施行法（昭和26年法律第208号）で定義されていた。
- 分 -- 0.1寸、0.1匁
- 厘 -- 0.01寸、0.01匁
- 毛（毫） -- 0.001寸、0.001匁

| 単位         | 長さ            | 質量        |
| ------------ | --------------- | ----------- |
| （基本単位） | 寸≒ 30.30303 mm | 匁＝ 3.75 g |
| 分           | ≒ 3.030303 mm   | 375 mg      |
| 厘           | ≒ 303.0303 µm   | 37.5 mg     |
| 毛           | ≒ 30.30303 µm   | 3.75 mg     |

なお、日本では1⁄10を表す歩合として「割」があった。そこで「割」の1⁄10を「分」、割の1⁄100を「厘」とする用法が普及した。例えば、0.325を3割2分5厘と表現する。この用法のために、分が1/100を、厘が1/1000を意味すると誤解されることがある。詳細は、分 (数)#百分の一を意味するとの誤解を参照のこと。
体積や面積、また斤基準の質量の分量単位については、上に示したような分・厘・毛などの系列の単位ではなく、合・勺といった単位を用い、合は基本単位の1⁄10、勺は合の1⁄10となっている。
合・勺は登山道の到達の目安を示す単位にも用いられる。原則として麓（0合目）から頂上（10合目）までを10合に分けるが、測量で距離や標高などを正確に等分するというよりは、長い年月をかけて登山者の感覚で習慣的に付けられたものであり、実際に歩いて登る際に要する時間がおおよその基準になっているため、険しい場所や坂の急な場所では1合の長さが短くなる。
| 単位         | 体積            | 面積              | 質量(斤基準) | 登山道                           |
| ------------ | --------------- | ----------------- | ------------ | -------------------------------- |
| （基本単位） | 升≒1.80390684 L | 坪/歩≒3.305785 m2 | 斤＝600 g    | （10合：麓から頂上までの全行程） |
| 合           | ≒180.390684 mL  | ≒0.3305785 m2     | 60 g         | 麓から頂上までの10分の1          |
| 勺           | ≒18.0390684 mL  | ≒0.03305785 m2    | 6 g          | 麓から頂上までの100分の1         |

## 計量法に違反しない範囲の使用
日本では計量単位として使用されることはなくなったが、取引や証明に当たらない計量において尺貫法の単位が使われるケースや、国際単位系の単位を表記に利用しながらも、尺貫法の値を設計者の思考上の計算または内部的な計算に用いる例はみられる。これは計算に用いるような内部的使用は、外部との取引・証明に使われるわけでないので計量法には違反しないためである。日本の事例としては以下のものが挙げられるが、いずれも、計量単位として取引や証明に用いられることは皆無である。
以下の例において、尺や升の数値が計量上用いられているように思われる例であっても、それは計量単位としての使用ではなく、「型番」や「呼称」としての使用に過ぎない。型番や呼称は計量単位そのものではないので、計量法上も認められている。例として、「一升瓶」（正式名称は、「JS-52 1.8リットル丸正びん」）の呼称（由来は一升の体積を有する瓶）がある。
- 建築関連では日本家屋が尺貫法で設計されていたため、設計図面上の寸法は国際単位系の長さの単位を用いて表記されるが、口頭では広さを坪で表すことがある。
  - 建築や不動産関係者間では土地の面積や床面積として、36平方尺を表す「坪」を念頭において業務を行うことがある。といっても計量法上の取引、証明にあたる不動産取引自体に「坪」を使うことはありえず、例えば住宅の建設費で、坪当たりの単価を示す場合には「坪あたり○万円」が使われたり、「3.3平方メートルあたり○万円」と表記されるに過ぎない。坪（約3.305785 m2）と3.3 m2とでは、約0.18 %の差があるので、「坪当たり」ではなく、あくまで、3.3000 m2当たりの表記である。ただし、取引当事者の思考上は「坪」の概念があることは確かである。
  - ベニヤ板や石膏ボードなどの板材の大きさを表すのに「1.5×3（いごさん）」「3×6（さぶろく）」「4×8（しはち、よんぱち）」などといった呼称が用いられることがある[要出典]。これらの由来は長さを尺（曲尺）で表したもので、前者は3尺×6尺（909mm × 1818mm）、後者は4尺×8尺（1212 mm × 2424mm）の大きさの板材を指すことが多いが、いわゆるコンパネと呼ばれるコンポジットパネルでは同一の呼称を用いてもJIS規格の 910mm × 1820mm と 同900mm × 1800mm の製品がほとんどを占める。また、建設工事や建築現場で使用される鋼鈑(鉄板、一般構造用圧延鋼材)は、その寸法を表すのに「5×10（ごっとー）」などといった型番の呼称が用いられる。これらもその鉄板の寸法が5尺×10尺(1515.15mm × 3030.30mm)ではなく、JIS規格による5フィート×10フィート(1524mm×3048mm)であり、注意が必要である。
  - 軽トラックの荷台は3尺×6尺に余裕（メーカーにより差がある）を持たせたサイズとなっているが、この寸法は主な客層の一つである畳や襖を扱う小規模工務店の使い勝手を考慮しているためである。また市販の荷台用品は逆に荷台に合わせたサイズで製造するため、荷台マットやパネルは一枚が3尺×6尺、収納用品も幅が1尺（収穫用の籠）か3尺（蓋付きコンテナ）に合わせている。このため、多数の籠と細かい道具を使う農家や漁師にとっても結果として利便性が高くなっている。
  - 日本の映像業界（テレビ・映画・特撮等）では、セットを建てる際などに尺貫法を使用している[10]。
- 食品関連では業界団体の規格が以前から使われていた合・升・斗で切りの良い数値をそのまま国際単位系に換算したため、中途半端な数字となっていることがある。
  - 「一升瓶」は1800 mL ± 15 mL の液体を入れる瓶、「一斗缶」（日本工業規格Z1602-2003では「金属板製18リットル缶」と呼称）は19.25±0.45 リットル[11]の液体を入れる缶の名称として用いられる。
  - 祝宴の鏡抜きで使われる日本酒の樽は斗が基準であるため、酒造会社は「18リットル（一斗）」「36リットル（二斗）」「72リットル（四斗）」の樽として販売されている。
  - ワインの瓶（フルボトル）は世界標準が0.75 Lに対し、日本のワインは日本酒の4合瓶を基準にした0.72 Lのボトルを使用している。同じくジャパニーズ・ウイスキーでは0.72 Lのボトルを使用する例が多い。
  - 包装食パンの重量の単位として「斤」が用いられる。舶来品の1ポンド（453.6 g）から由来して、450 gを1斤（英斤と呼ぶ）として売買していた名残である。時代とともに1斤の重さが少なくなっていき、現在は公正競争規約により1斤は340 g以上と定められており、「斤」を商品に表示する場合は保証内容重量の表示に1斤が340 g以上である旨を併記することが義務付けられている[12]。
  - 炊飯器の炊飯容量は合を基準に設計されているため、取扱説明書などに表記された容量は「0.63 L（3.5合に当たる）」という半端な数字になっている。また家庭用の小型精米機も容量はリットル単位で表記され、目安として合による数値が括弧内に併記されている。
- 剣道では用具の規格等の呼称として随所に尺貫法時代の名残が見られる。例えば、竹刀の長さは慣用的に（曲尺の）寸単位で表され、「三八（さぶはち=約115 cm）」「三九（さぶく=約118 cm）」等と呼ばれる（ただし、現行の「剣道試合・審判細則」上における竹刀の長さの規定はcm単位である）。また手刺防具においても、布団の刺し目の間隔を曲尺基準で「1分5厘（=約4.5 mm）刺」「1分（=約3 mm）刺」などと表す。袴の号数の呼び方は鯨尺の寸単位で表した裾丈の長さが基になっており、「25号」の剣道袴であれば裾丈がおよそ94.7 cmとなる。
- 現代日本におけるケーキの直径の呼称の号数（～号）は、実質的に寸に相当する。
- 現代日本における釣りのおもりの質量の呼称の号数（～号）は、割ビシ・ガン玉・アユ玉などの例外を除いて、実質的に匁に相当する。
- 「貫目氷」は、1貫目に相当する3.75kgの質量を持ち、主にかき氷に用いられるブロック氷の商品名として用いられる。

## 尺相当目盛り付き長さ計
木造建築や和裁などの分野では、実態として尺や鯨尺が現在でも使われており、かつてヤミ業者の製造した粗悪品が出回り、大工職人が施工する際に混乱したり、書類送検、逮捕されるなど、日本のメートル法化の厳格運用によって、日本では社会問題が発生したことがあり、永六輔が「尺貫法復権運動」を巻き起こした。このため、計量単位の規制が、日本の伝統や文化の中で著しく不便を生じさせている場合は、その度合いを最小限に留めるよう、制度の柔軟な運用が行われている。
1977年（昭和52年）の計量行政審議会で議論が行われ、「尺相当目盛り付き長さ計」（尺相当の長さの目盛りが付いているが、値はメートルの物差し）は、メートル法による物差しとし、合法であるという判断がなされ、これに基づき販売が認められている。一部に、尺の使用が「黙認されている」と主張している向きがあるが、間違いである。
尺相当目盛り付き長さ計は、尺・寸の目盛り表記ではなく、1/33 mごとの目盛り（曲尺相当）又は1/26.4 mごとの目盛り（鯨尺相当）というように、表記上はメートル法を採用しているため、メートル法による物差しである。これは三角スケールの目盛りにおいて、1/150 mや1/250 m目盛りの物差しがメートル法によるものであることと同じである。
「尺相当目盛り付き長さ計」の姿形は次の写真のようなものである。
実際の運用は次の通りである。
- 「尺相当目盛付長さ計等」については、都道府県知事を経由し大臣へ申請することとなっている。

法8条1項及び9条1項を円滑に実施するため、尺相当目盛付長さ計については、計量行政室の承認を受けるものとし、次に定めるところにより行うものとする。
- 対象となる計量器

1. 尺相当目盛付長さ計：　さしがね、コンベックスケール（巻尺）、文化財修復及び畳職人用等の竹製ものさし、文化財修復及び畳職人用等の金属製ものさし
2. 鯨尺尺相当目盛付の長さ計：和裁用の竹製ものさし

- 計量器に係る表示

計量器に係る表示
1. メートル単位表示
製造又は輸入が認められる計量器は、通常人がメートル単位表示の長さ計であると認識できるものでなければならない。
すなわち、一寸相当の箇所に「1/33 m」、一鯨尺相当の箇所に「1/26.4 m」というように積極的にメートル単位表示「m」がなされたものでなければならない。また、尺相当目盛の場合には、「5/33 m、10/33 m、15/33 m･･･」というように 5/33 m間隔（鯨尺尺相当目盛の場合には 5/26.4 m 間隔）ごとに○/33 m（○/26.4 m）」という文字が明記されていることが必要である。
2. メーカー記号等
イ 製造又は輸入を認める計量器には、製造者の記号又は輸入者の記号（製造者又は輸入者の氏名、名称、商号又は商標）を付すことし、特にコンベックスケール及び竹製ものさしについては、「取引・証明以外用」の文字を付すこととする。これらの表示は、機器の表面又は裏側の見やすい箇所に容易に消滅しない方法により付さなければならない。
ロ 更に、コンベックスケールについては、在来商品との相違を明確にするため、外箱及びケースに「1/33 m 目盛付」の文字を容易に消滅しない方法により付さなければならない。

- 製造手続き等

1. 本措置の対象となっている計量器を製造又は輸入しようとする者（以下「製造事業者等」という。）は、その製造又は輸入の 2 週間前までに都道府県知事（計量検定所をいう。以下同じ。）を経由して通商産業省機械情報産業局計量行政室長あて様式 1 又は様式 2 による届出書を正 1 通及び副 2 通を提出しなければならない。
2. 計量行政室長は、届出の内容が適正である場合には、速やかに当該製造事業者等に届出番号を都道府県知事を経由して通知するものとする。
3. 製造事業者等は、届出をした計量器の生産実績を毎年5月31日までに前の年度（毎年4 月1日からその翌年の3月31日までをいう。以下同じ。）のものについて都道府県知事を経由して計量行政室長あて様式 3 により報告しなければならない。
4. 製造事業者等は、その届け出た製造又は輸入の事業を休止又は廃止するときは、遅滞なくその旨を都道府県知事を経由して計量行政室長に届け出なければならない。